# ZAB-500W
ZAB-500W (ros. ЗАБ-500В) – radziecka bomba zapalająca zawierająca 118 kg środka zapalającego. Bomba ma stalowy, wzmocniony w części czołowej korpus i aluminiowe stateczniki. Środek zapalający (napalm) jest rozrzucany wybuchem niewielkiej ilości materiału wybuchowego, a zapalany fosforowym ładunkiem zapalającym.